# Mathieu Razanakolona
Mathieu Razanakolona (Montreal, 2 augustus 1986) is een alpineskiër uit Madagaskar. Hij traint in Canada waar betere trainingsfaciliteiten beschikbaar zijn dan in Madagaskar. Razanakolona nam in februari 2006 deel aan de Olympische Winterspelen in Turijn. Hij kwam aan de start op de onderdelen slalom en reuzenslalom. Razanakolona was de enige sporter uit Madagaskar die deelnam aan de Winterspelen in Turijn.